# 24. květen
24. květen je 144. den roku podle gregoriánského kalendáře (145. v přestupném roce). Do konce roku zbývá 221 dní. Svátek slaví Jana a Vanesa.

## Události

### Česko
- 1283 – Do Prahy přijel nový český král, dvanáctiletý Václav II.
- 1346 – Prastrýc Karla IV. Balduin Lucemburský se zříká Ludvíka IV. Bavorského a přesouvá se na stranu Karla IV.
- 1391 – Založení Betlémské kaple.
- 1618 – Orgán českých stavů Direktorium obnovilo svou činnost na sjezdu defenzorů. Předsedou zvolen Václav Vilém z Roupova.
- 1781 – Josef II. vydal podle vzoru pařížské nemocnice Hôtel-Dieu nová direktivní pravidla, která nařizovala zakládání všeobecných nemocnic, porodnic, nalezinců a chorobinců.[1]
- 1786 – V Praze na Starém Městě z větší části zbořena Betlémská kaple.[2]
- 1884 – Při technicko-provozní zkoušce parní pouliční dráhy v Brně úřady rozhodly, že za parní lokomotivu lze připojit až čtyři vlečné vozy. Provoz pro veřejnost začal 31. května.
- 1934 – Tomáš Garrigue Masaryk byl počtvrté zvolen československým prezidentem.
- 1949 – Tři studenti právnické fakulty UK v Praze byli popraveni z politických důvodů (Boris Kovaříček, Josef Hruška-starší, bývalý student, a Karel Bacílek, ml. nar. 25.3. 1920).[3]

### Svět
- 843 – Bitva u Blain, vítězství bretaňských vojsk Nominoë nad franskými vojsky krále Karla II., známého jako holohlavý vnuk Karla Velikého
- 1086 – Desiderius z Beneventa zvolen 158. papežem Victorem III.
- 1153 – Malcolm IV. se stal skotským králem
- 1431 – Rouenský tribunál odsuzuje Janu z Arku k smrti upálením na hranici
- 1543 – V Norimberku vyšla kniha De Revolutionibus orbium coelesticum libri VI (Šest knih o obězích sfér nebeských) od Mikuláše Koperníka, poukazující že Země není středem vesmíru
- 1797 – objevení ostrova Mangareva mořeplavcem Jamesem Wilsonem v souostroví Gambier.
- 1822 – Ekvádor získal nezávislost na Španělsku.
- 1830 – otevření železnice Baltimore a Ohio mezi Baltimorem a Ellicott City (Maryland), jedné z prvních železničních tratí ve Spojených státech.
- 1844 – Samuel Morse odeslal z washingtonského Kapitolu na nádraží v Baltimore první telegram na světě. Zpráva zní "Co Bůh stvořil?" (ve francouzštině)
- 1862 – Westminsterský most přes Temži otevřen v Londýně
- 1883 – Brooklynský most v New Yorku je po čtrnácti letech práce otevřen provozu.
- 1930 – Amy Johnsonová přistála v Darwinu a stala se tak první ženou, která pilotovala sólový let z Velké Británie do Austrálie.
- 1938 – vytvoření Národního centra pro aplikovaný vědecký výzkum ve Francii.
- 1941 – Druhá světová válka: proběhla bitva v Dánském průlivu, bitevní loď Bismarck potopila HMS Hood.
- 1966 – Ugandská armáda pod velením generála Idiho Amina provedla krvavý útok na palác bugandského krále.
- 1993 – Eritrea získala nezávislost na Etiopii.
- 1999 – Mezinárodní trestní tribunál pro bývalou Jugoslávii obvinil Slobodana Miloševiče a další čtyři lidi z válečných zločinů a zločinů proti lidskosti během války v Kosovu.[4]

#### XXI. století
- 2000 – Americký institut Clay Mathematics Institute představil 7 matematických problémů tisíciletí, za vyřešení každého z nich udělí cenu milion dolarů.
- 2001 – 23 lidí bylo zabito a přes 300 zraněno během svatební hostiny v Jeruzalémě v důsledku rozbité podlahy.
- 2001 – Americký dobrodruh Erik Weihenmayer je prvním známým slepým mužem, který dosáhl vrcholu Mount Everest
- 2002
  - ratifikace strategické smlouvy o omezení jaderného arzenálu. Podepsali ji za USA George W. Bush a za Rusko Vladimir Putin.
  - Norská princezna Marta Ludwika se provdala za spisovatele Ariho Behna.
  - Premiéra válečného filmu Pianista polského režiséra Romana Polańského.
- 2003
  - Andrius Kubilius nahradil Vytautase Landsbergise ve funkci předsedy Svazu vlasti – litevských křesťanských demokratů.
  - Turecká Sertab Erener vyhrál 48. ročník Eurovision Song Contest v Rize.
- 2004
  - 18 lidí (včetně 7 hasičů) bylo zabito při výbuchu kamionu převážejícího dusičnan amonný v Mihăilești v Rumunsku.
  - Bingu wa Mutharika se stal prezidentem Malawi.
- 2007 – Při katastrofě v dole "Jubilejnaja" v Kuzněcké uhelné pánvi v Rusku zahynulo 38 horníků.
- 2009 – Cachiagijn Elbegdordż vyhrál prezidentské volby v Mongolsku v prvním kole.
- 2011 – Amama Mbabazi se stal premiérem Ugandy.
- 2014
  - Blahořečeni mučedníci kteří zemřeli na Myanmaru; kněz Mario Vergara a jeho laický spolupracovník Isidore Ngei Ko Lat.
  - Čtyři lidé zemřeli po střelbě v židovském muzeu v Bruselu.
  - Během zemětřesení o síle 6,4 stupňů v Egejském moři s epicentrem asi 77 km jihozápadně od řeckého města Alexandrupoli bylo zraněno 324 lidí.[5]
  - Meteorický roj Camelopardalid v květnu kvůli kometě 209P/LINEAR.
- 2016 – Binali Yıldırım se stal premiérem Turecka.
- 2017 – Lenín Moreno se stal prezidentem Ekvádoru.
- 2018
  - Ibrahim Kassora Fofana se stal premiérem Guineje.
  - na Barbadosu (ostrov v souostroví Antily, Karibské moře ), Labour Party (Strana práce) získává všechna křesla v parlamentních volbách.
- 2019 – pokračování evropských voleb, které se tentokrát konaly v Irsku a České republice (Unie);
- 2021
  - v Mali (Afrika, hl. m. Bamako) byl převratem odvolán prezident Bah N'Daw a premiér Moctar Ouane ve prospěch viceprezidenta Assimiho Goïty.
  - Naomi Mata'afa se stala první ženou, která se stala premiérkou Samoy (ostrov Polynésie).
- 2022 – 21 lidí zemřelo a 15 bylo zraněno po střelbě na Robb Elementary School.

## Narození
Automatický abecedně řazený seznam viz Kategorie:Narození 24. května

### Česko

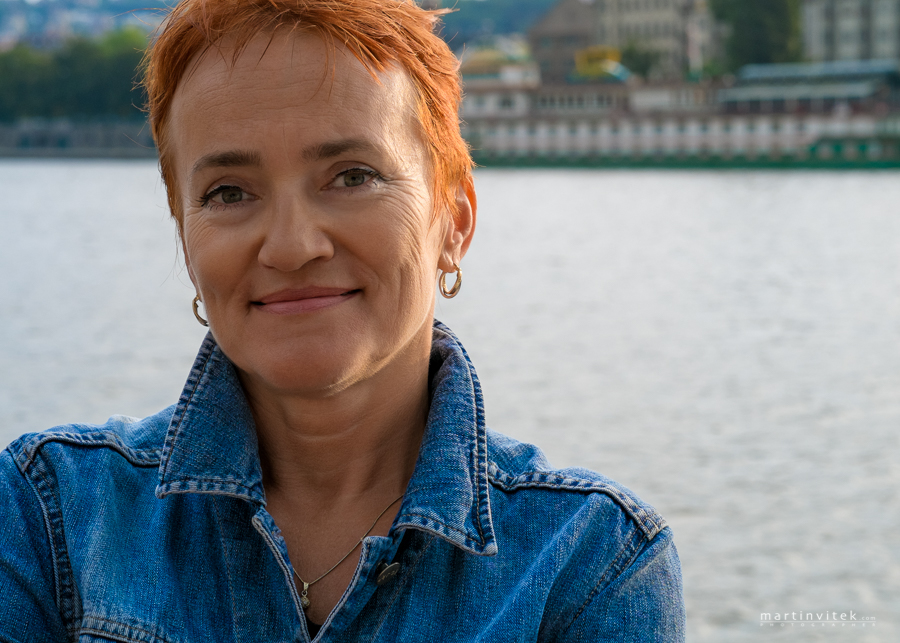
Tereza Boučková (* 1957)

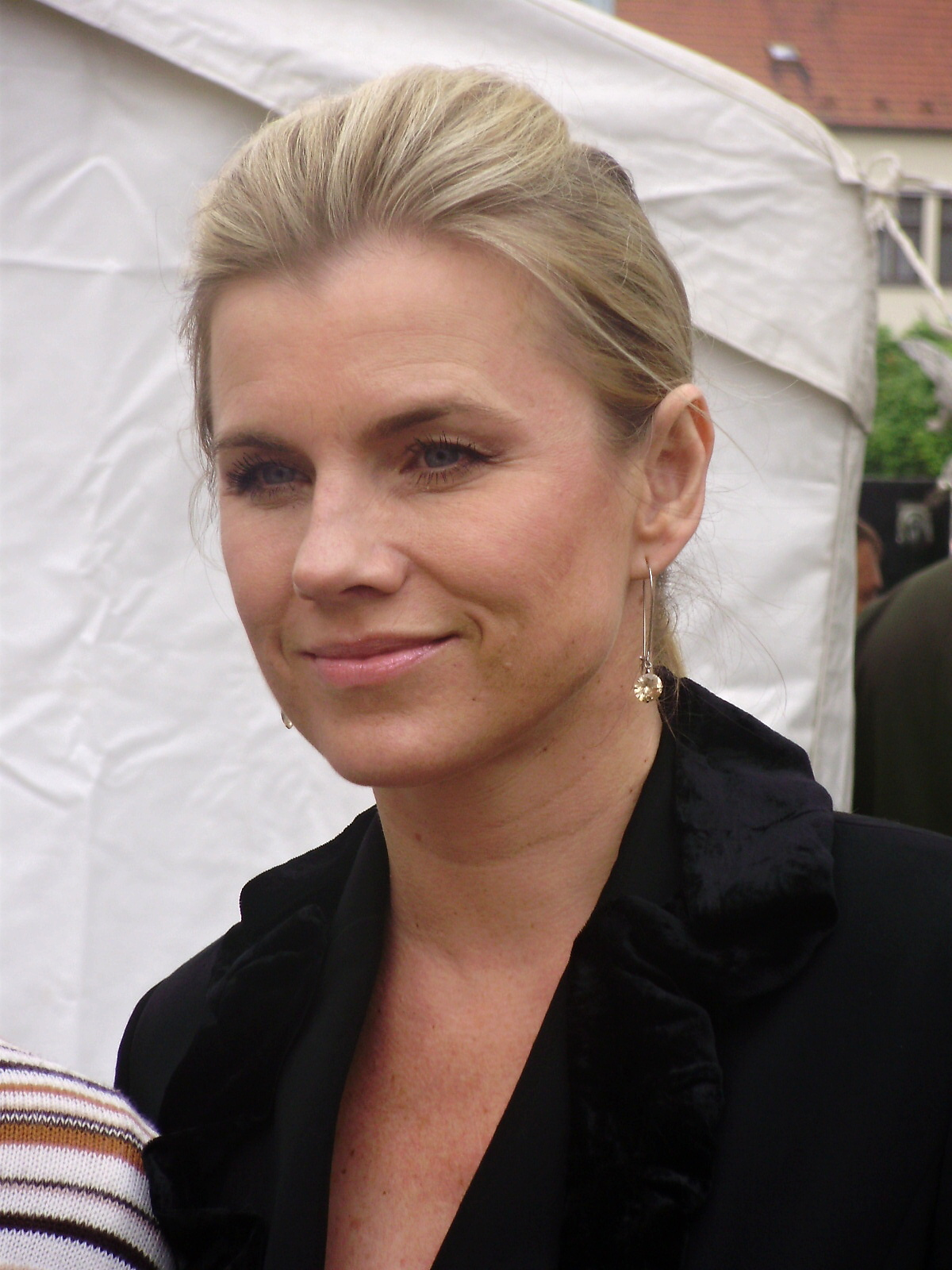
Leona Machálková (* 1967)

- 1805 – Jan Nepomuk Eiselt, lékař († 7. ledna 1868)
- 1824 – Ferdinand Pravoslav Náprstek, mecenáš české hudby a divadla († 16. srpna 1887)
- 1846 – František Augustin, meteorolog, astronom a geograf († 1. prosince 1908)
- 1853 – Otakar Kudrna, poslanec Českého zemského sněmu a starosta Netolic († 15. června 1940)
- 1859 – Osvald Polívka, architekt († 30. dubna 1931)
- 1863 – Ferdinand Pantůček, právník († 13. února 1925)
- 1873 – Josef Hudec, československý politik († 27. prosince 1957)
- 1874 – Josef Procházka, klavírista a hudební skladatel († 8. prosince 1956)
- 1876 – Jiří Živný, dramatik († 9. července 1948)
- 1877 – Josef Král, malíř († 19. února 1914)
- 1892 – Jan Berlík, pěvec-tenorista († 27. prosince 1972)
- 1898 – Meda Valentová, herečka († 12. prosince 1973)
- 1899 – Jindřich Spáčil, spisovatel a amatérský archeolog († 20. listopadu 1978)
- 1903 – Jindřich Halabala, nábytkový designér († 18. listopadu 1978)
- 1905 – Zdeněk Blažek, hudební skladatel († 19. června 1988)
- 1906 – Jaroslav Šváb, grafik a ilustrátor († 16. května 1999)
- 1908 – Antonín Mores, pediatr a vysokoškolský pedagog († 1. února 1997)
- 1909 – Louis Fürnberg, německy píšící spisovatel a diplomat († 23. června 1957)
- 1922 – Václav Čevona, mistr Československa v běhu na 1500 metrů († 9. ledna 2008)
- 1924
  - Břetislav Hodek, lexikograf, literární vědec, spisovatel a překladatel († 18. března 2007)
  - Milada Šubrtová, operní pěvkyně-sopranistka († 1. srpna 2011)
- 1925 – Antonín Schindler, hudebník († 9. září 2010)
- 1932 – Vadim Petrov, hudební skladatel, klavírista († 7. prosince 2020)
- 1936 – František Husák, herec († 8. listopadu 1991)
- 1937 – Jan Kořenský, jazykovědec († 16. dubna 2022)
- 1938
  - Ladislav Šmíd, hokejista
  - Josef Wagner mladší, malíř, grafik, architekt († 6. dubna 2016)
- 1941 – Ivan Mráz, fotbalista a reprezentant († 18. května 2024)
- 1945 – Eva Šolcová, divadelní a filmová herečka († 21. března 1967)
- 1946
  - Růžena Děcká, cimbálistka
  - Alexandr Kramer, novinář a spisovatel († 29. května 2012)
- 1948 – Bernard Šafařík, švýcarsko-český režisér a scenárista
- 1951
  - Petr Altrichter, dirigent
  - Jiří Lochman, malíř
- 1956 – Jiří Janeček, generální ředitel České televize
- 1957 – Tereza Boučková, spisovatelka
- 1960 – Petr Tatíček, hokejový obránce a trenér
- 1967 – Leona Machálková, zpěvačka
- 1972 – Viktor Ujčík, hokejista
- 1973 – Vladimír Šmicer, fotbalista
- 1976 – Filip Rožek, spisovatel a scenárista

### Svět

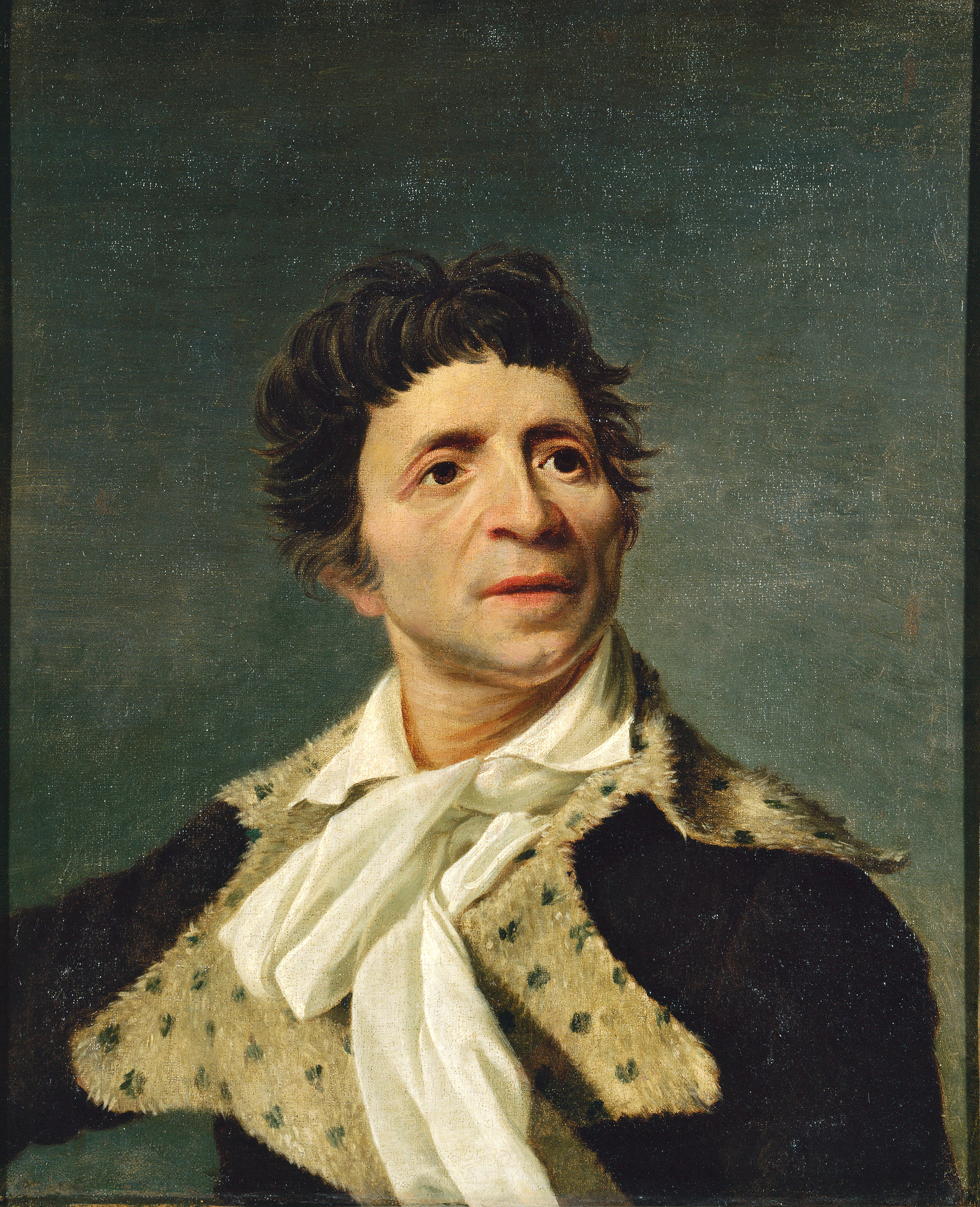
Jean Paul Marat (* 1743)

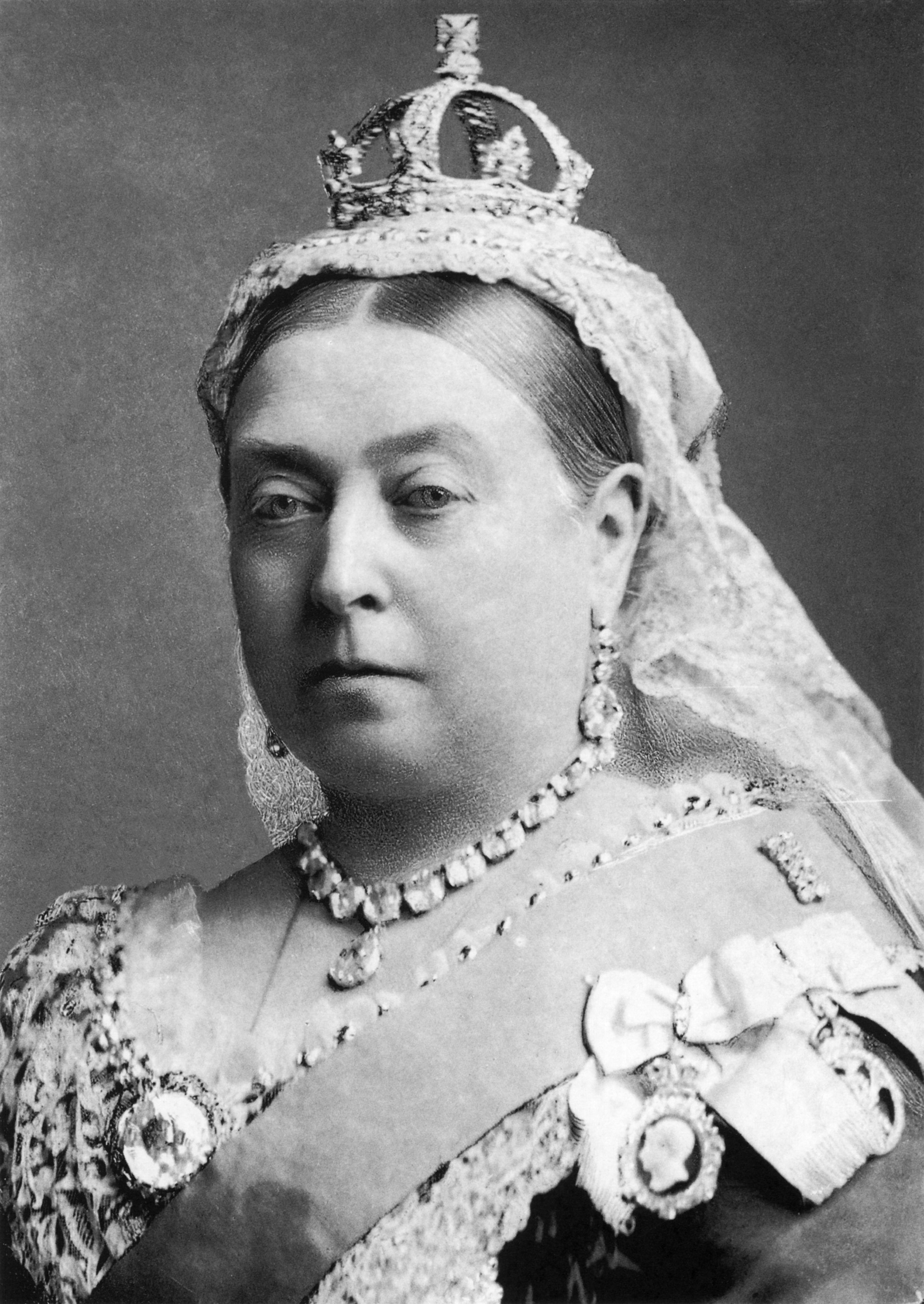
Viktorie (* 1819)

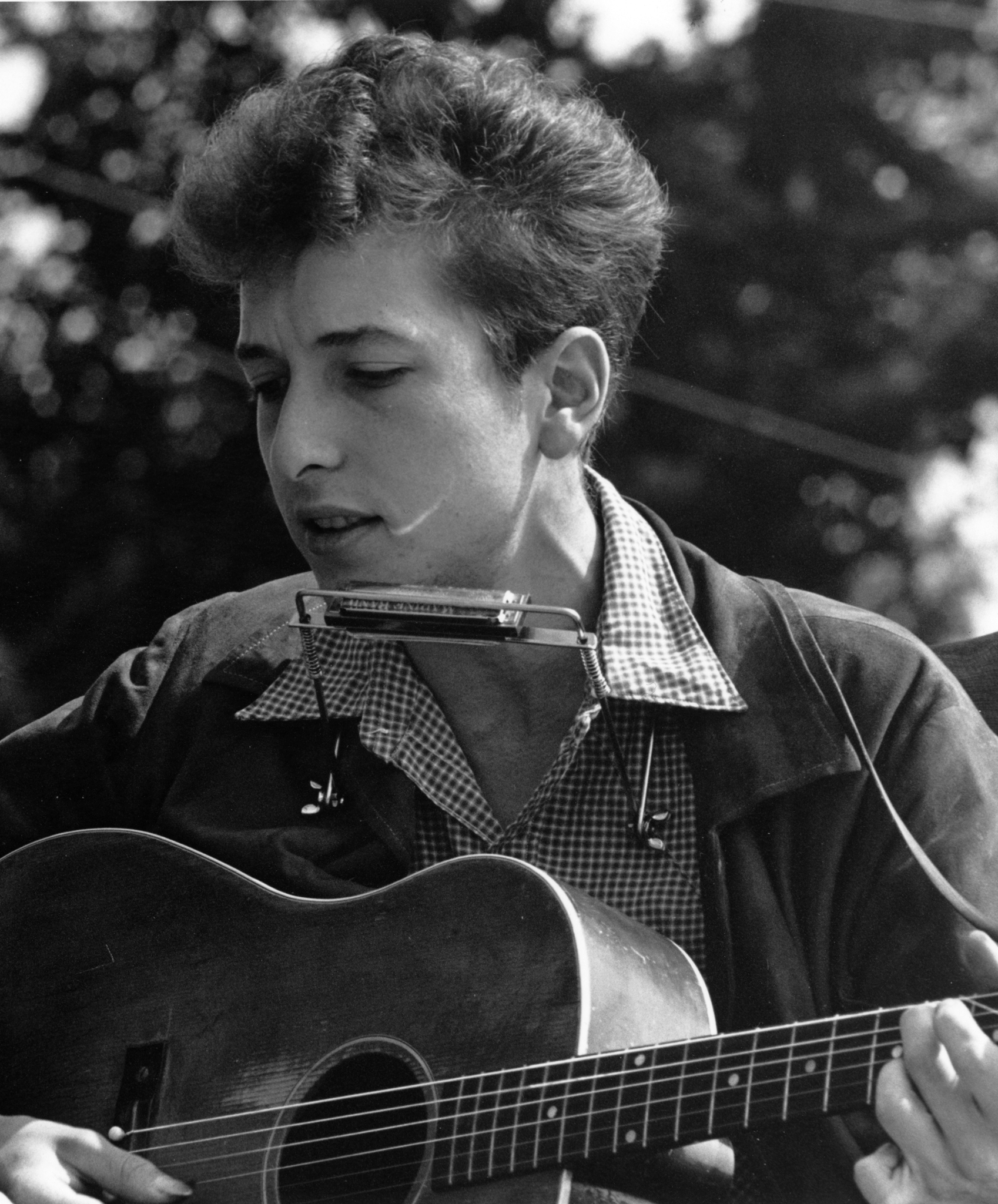
Bob Dylan (* 1941)

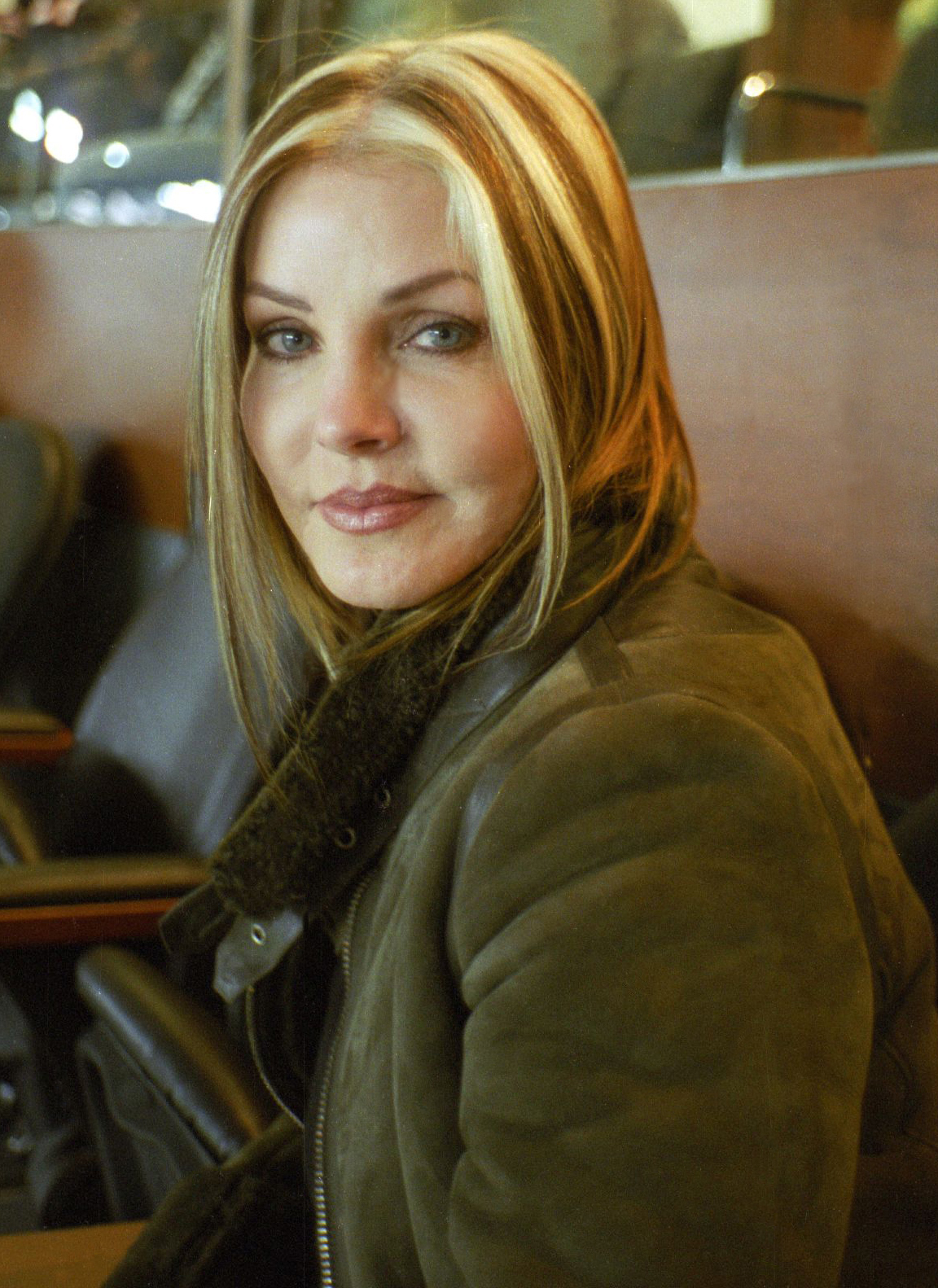
Priscilla Presleyová (* 1945)

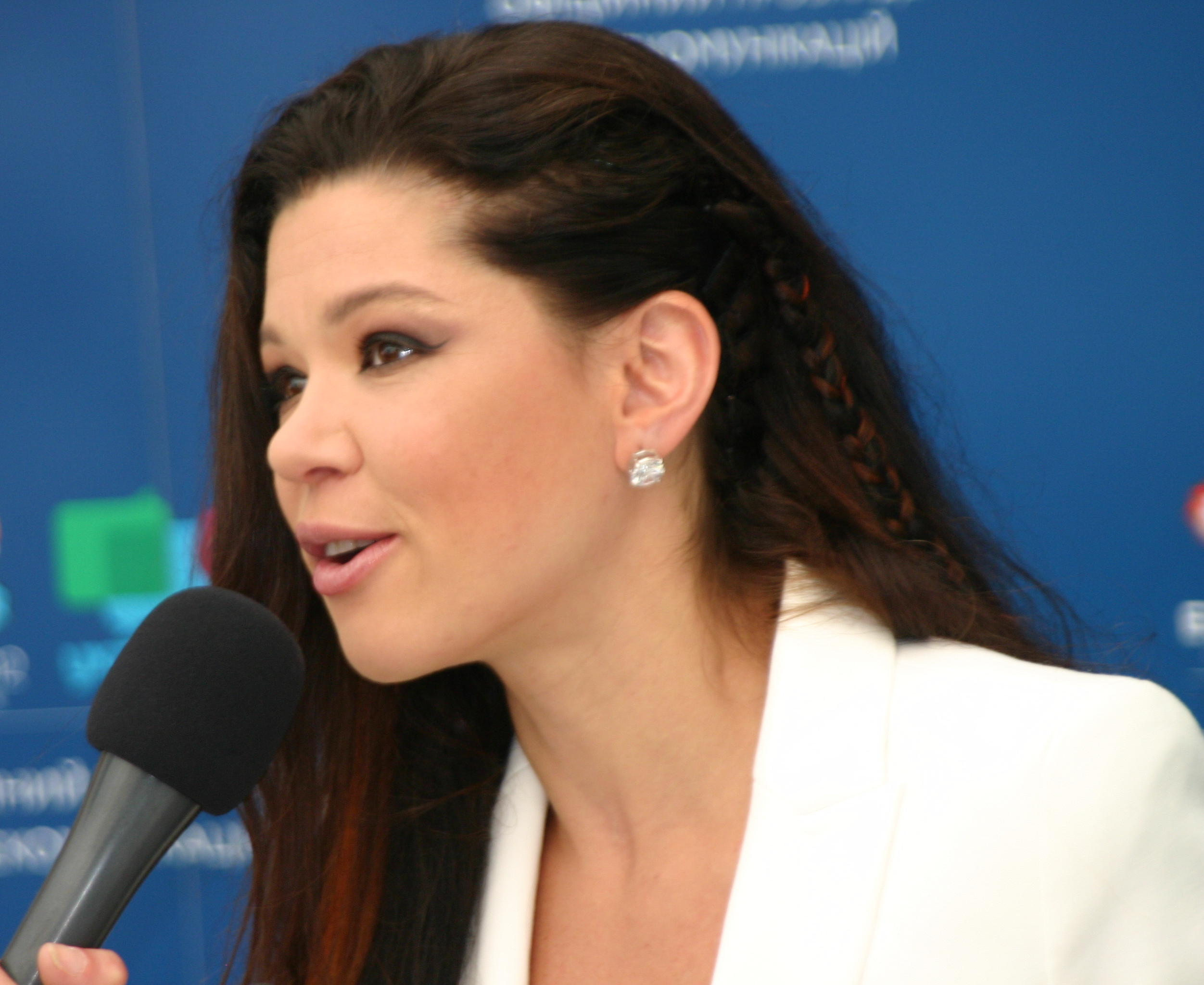
Ruslana (* 1973)

- 15 př. n. l. – Germanicus, římský vojevůdce († 10. října 19)
- 1544 – William Gilbert, anglický lékař a vědec († 1603)
- 1643 – John Mayow, anglický chemik a fyzik († září 1679)
- 1671 – Gian Gastone Medicejský, poslední toskánský velkovévoda rodu († 9. července 1737)
- 1686 – Gabriel Fahrenheit, německý fyzik († 16. září 1736)
- 1693 – Georg Raphael Donner, rakouský sochař († 15. února 1741)
- 1743 – Jean Paul Marat, francouzský politik, popřední jakobín, lékař a publicista († 1793)
- 1794 – William Whewell, všestranný britský vědec a spisovatel († 6. března 1866)
- 1819 – Viktorie, britská královna († 22. ledna 1901)
- 1830 – Aleksej Kondraťjevič Savrasov, ruský realistický malíř († 8. října 1897)
- 1840 – Markéta Saská, manželka arcivévody Karla Ludvíka († 15. září 1858)
- 1874 – Marie Hesenská, německá princezna a vnučka královny Viktorie († 16. listopadu 1878)
- 1875 – Robert Garrett, americký atlet, dvojnásobný olympijský vítěz v roce 1896 († 1961)
- 1803 – Alexander von Nordmann, finský zoolog a botanik († 25. června 1886)
- 1817 – Heinrich August Jäschke, misionář Jednoty bratrské a jazykovědec († 24. září 1883)
- 1844 – Ivan Osipovič Jarkovskij, ruský astronom († 22. ledna 1902)
- 1848 – Johanna Buska, německá herečka († 16. května 1922)
- 1854 – Ludvík z Battenbergu, britský admirál († 11. září 1921)
- 1870 – Jan Smuts, jihoafrický státník, voják a filozof († 11. září 1950)
- 1872 – Josef Ferdinand Toskánský, toskánský velkovévoda († 28. února 1942)
- 1875 – Robert Garrett, americký atlet († 25. dubna 1961)
- 1881 – Mikuláš Schneider-Trnavský, slovenský hudební skladatel a dirigent († 28. května 1958)
- 1885 – Pavel Blaschke, německý hudební skladatel († 10. března 1969)
- 1899
  - Suzanne Lenglenová, francouzská tenistka († 4. července 1938)
  - Henri Michaux, francouzský malíř, spisovatel a básník († 19. října 1984)
- 1900 – Eduardo De Filippo, italský dramatik, herec a básník († 31. října 1984)
- 1903 – Władysław Orlicz, polský matematik († 9. srpna 1990)
- 1904
  - Alžběta Řecká a Dánská, prostřední dcera prince Mikuláše Řeckého a velkokněžny Eleny Vladimírovny Ruské († 11. ledna 1955)
  - Čúhei Nambu, japonský atlet, zlato na OH 1928 († 23. července 1997)
- 1905 – Michail Alexandrovič Šolochov, sovětský spisovatel, nositel Nobelovy ceny za literaturu († 21. února 1984)
- 1907 – Gwyn Jones, velšský spisovatel a překladatel († 6. prosince 1999)
- 1914 – George Tabori, maďarský spisovatel, dramatik a divadelní režisér († 23. července 2007)
- 1918 – Dezider Hoffman, slovenský fotograf († 26. března 1986)
- 1919 – Herbie Fields americký saxofonista a klarinetista († 17. září 1958)
- 1922 – Sadao Bekku, japonský hudební skladatel († 12. ledna 2012)
- 1928
  - Max Bennett, americký jazzový kontrabasista († 14. září 2018)
  - Adrian Frutiger, švýcarský typograf († 10. září 2015)
- 1930 – Michael White, americký houslista († 6. prosince 2016)
- 1931 – Gabriel Altmann, německý lingvista († 2. března 2020)
- 1932 – Arnold Wesker, anglický dramatik a spisovatel židovského původu († 12. dubna 2016)
- 1936 – Harold Budd, americký klavírista a hudební skladatel  († 8. prosince 2020)
- 1937 – Archie Shepp, americký saxofonista a hudební skladatel
- 1940
  - Josif Brodskij, ruský básník, esejista a literární kritik, nositel Nobelovy ceny za literaturu († 28. ledna 1996)
  - Ivan Krajíček, slovenský herec, zpěvák, komik, režisér, moderátor a bavič († 5. června 1997)
- 1941
  - Bob Dylan, americký zpěvák, kytarista, skladatel a textař
  - Konrad Boehmer, německý hudební skladatel († 4. října 2014)
  - George Lakoff, americký lingvista
- 1942 – Richard M. Daley, americký politik, starosta Chicaga
- 1943 – Gary Burghoff, americký herec, režisér, hudebník a malíř
- 1944 – Patti LaBelle, americká zpěvačka, skladatelka a herečka
- 1945 – Priscilla Presleyová, americká herečka a podnikatelka
- 1946
  - Tansu Çillerová, turecká politička a ekonomka
  - Irena Szewińská, polská atletka, sedminásobná olympijská medailistka
- 1947
  - Waddy Wachtel, americký hudebník
  - Cynthia Plaster Caster, americká umělkyně
- 1948 – Rolf-Dieter Heuer, německý fyzik, generální ředitel CERN
- 1949
  - Jim Broadbent, britský herec
  - Andrzej Chorosiński, polský varhaník
  - Roger Deakins, britský kameraman
- 1951 – Ronald Anthony Parise, americký astronom a astronaut († 9. května 2008)
- 1953 – Alfred Molina, britský herec
- 1960 – Kristin Scott Thomas, britská herečka
- 1963 – Michael Chabon, americký spisovatel a scenárista
- 1965 – John C. Reilly, americký herec
- 1966 – Eric Cantona, francouzský fotbalista
- 1972 – Maia Sanduová moldavská politička
- 1973 – Ruslana, ukrajinská zpěvačka
- 1974 – Florence Baverelová-Robertová, francouzská biatlonistka
- 1975 – Thomas Johansson, švédský tenista
- 1987
  - Fabio Fognini, italský tenista
  - Déborah François, belgická herečka
- 1988
  - Barbara Zangerl, rakouská sportovní lezkyně
  - Ljukman Adams, ruský atlet, trojskokan
- 1989
  - G-Eazy, americký rapper
  - Tina Weiratherová, lichtenštejnská alpská lyžařka
- 1994 – Emma McKeonová, australská plavkyně
- 1998 – Daisy Edgar-Jones, britská herečka

## Úmrtí
Automatický abecedně řazený seznam viz Kategorie:Úmrtí 24. května

### Česko

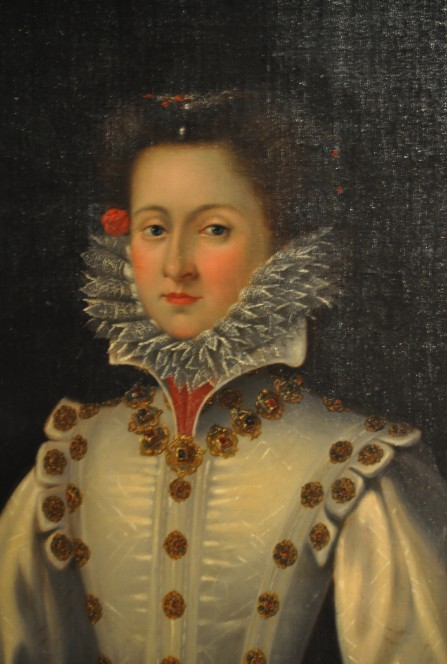
Polyxena z Lobkovic († 1642)

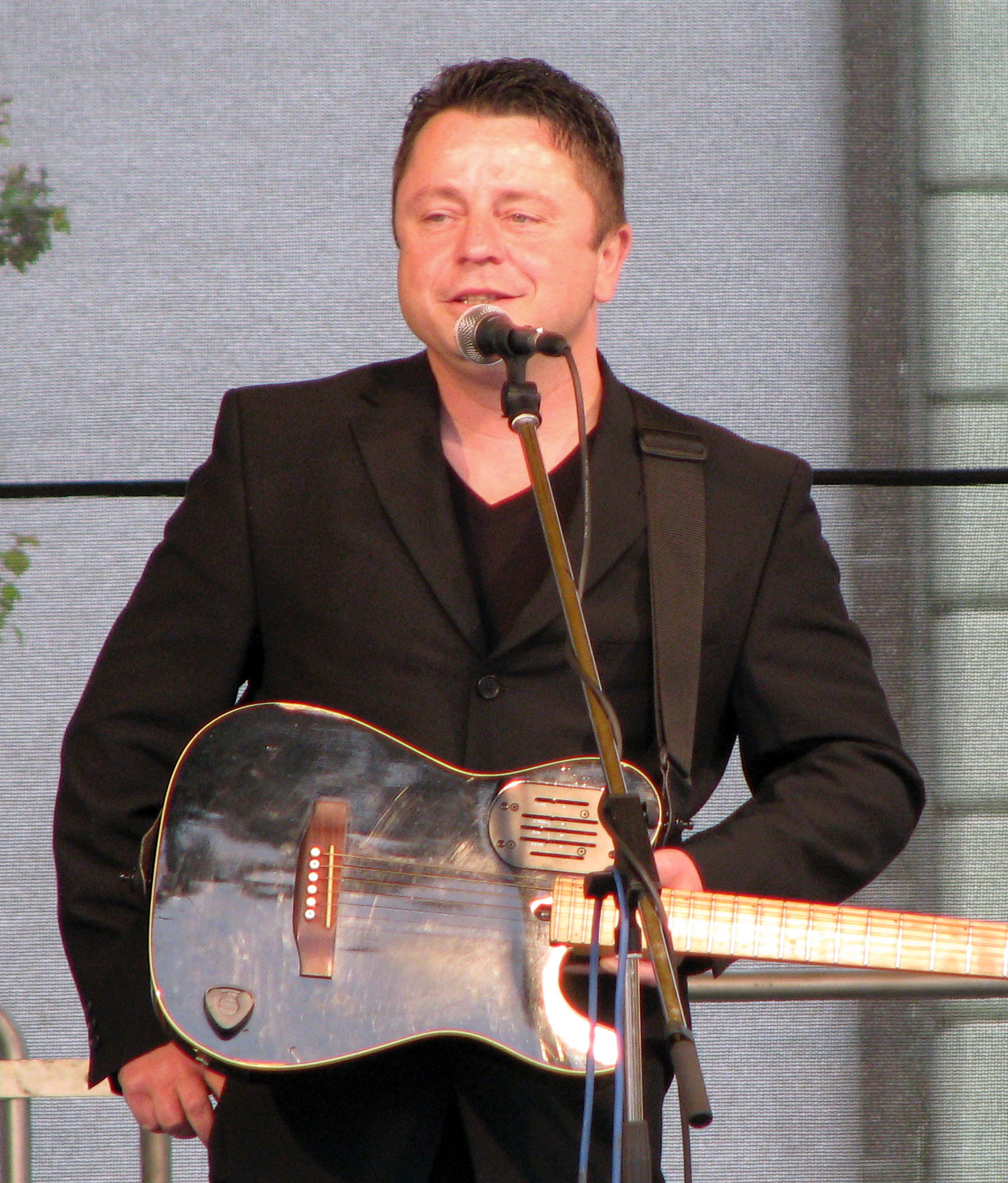
Petr Muk († 2010)

- 1213 – Dagmar Dánská, dcera krále Přemysla Otakara I., dánská královna (* 1186)
- 1642 – Polyxena z Lobkovic, šlechtična (* 1566)
- 1743 – Jiří Sarganek, slezský teolog a spisovatel (* 27. ledna 1702)
- 1773 – Jan Zach, hudební skladatel, varhaník a houslista, (* 26. listopadu 1713)
- 1790 – Gelasius Dobner, historik (* 30. května 1719)
- 1831
  - Václav Urban Stuffler, brněnský katolický biskup (* 22. září 1764)
  - Václav Stach, básník a překladatel (* 15. dubna 1755)
- 1837 – František Dobromysl Trnka, učitel jazyků a překladatel (* 13. února 1798)
- 1880 – Jean Maria Nicolaus Bellot, průmyslník francouzského původu (* 17. února 1797)
- 1892 – Petr Matěj Fischer, mecenáš a smíchovský starosta (* 22. února 1809)
- 1912 – Karel Čulík, poslanec Českého zemského sněmu (* 2. března 1822)
- 1914 – Bedřich Pacák, politik (* 14. září 1846)
- 1930 – Josef Vacek, profesor srovnávací pravovědy a církevního práva (* 11. listopadu 1875)
- 1934 – František Krejčí, psycholog, filozof a politik (* 21. srpna 1858)
- 1935 – Jan Nepomuk Říhánek, kněz a pedagog (* 6. ledna 1863)
- 1937 – Igor Hrušovský, politik (* 21. února 1879)
- 1938 – Josef Záruba-Pfeffermann, architekt a politik (* 12. března 1869)
- 1942 – Čeněk Habart, spisovatel, kronikář, fotograf (* 21. září 1863)
- 1943 – Eduard Reich, ministr zemědělství (* 17. března 1885)
- 1946 – Vincenc Maixner, dirigent a hudební skladatel (* 17. března 1888)
- 1949 – Boris Kovaříček, student práv, člen studentské protikomunistické odbojové skupiny, oběť justičních vražd (* 21. května 1927)
- 1950 – Alois Jiránek, hudební skladatel, pedagog a výtvarník (* 5. září 1858)
- 1957 – František Lorenc, profesor a esperantista (* 24. prosince 1872)
- 1961
  - Július Maurer, politik, ministr (* 18. června 1896)
  - Jaroslav Kovář starší, architekt (* 1. března 1883)
- 1970 – Jindřich Láznička, herec a operní zpěvák (* 4. červenec 1901)
- 1972 – Josef Hlisnikovský, entomolog (* 12. února 1905)
- 1974 – Jan Libíček, herec (* 28. září 1931)
- 1987 – Josef Kostohryz, spisovatel a překladatel (* 25. prosince 1907)
- 1995 – Zdeněk Sirový, režisér a scenárista (* 14. března 1932)
- 1997 – Karel Odstrčil, hudební skladatel (* 5. srpna 1930)
- 2000 – Karel Vladimír Burian, spisovatel, hudební skladatel a sbormistr (* 23. května 1923)
- 2001 – Václav Němec, učitel a vlastivědný pracovník (* 5. dubna 1912)
- 2010 – Petr Muk, zpěvák a skladatel (* 4. února 1965)
- 2014 – Petr Hach, histolog, embryolog a maltézský rytíř (* 7. června 1941)
- 2017 – Olga Hejná, sochařka, ilustrátorka a spisovatelka (* 13. března 1928)
- 2021 – Ivana Brádková, scénografka a kostýmní výtvarnice (* 27. února 1965)
- 2024 – Jan Kačer, herec a divadelní režisér (* 3. října 1936)

### Svět

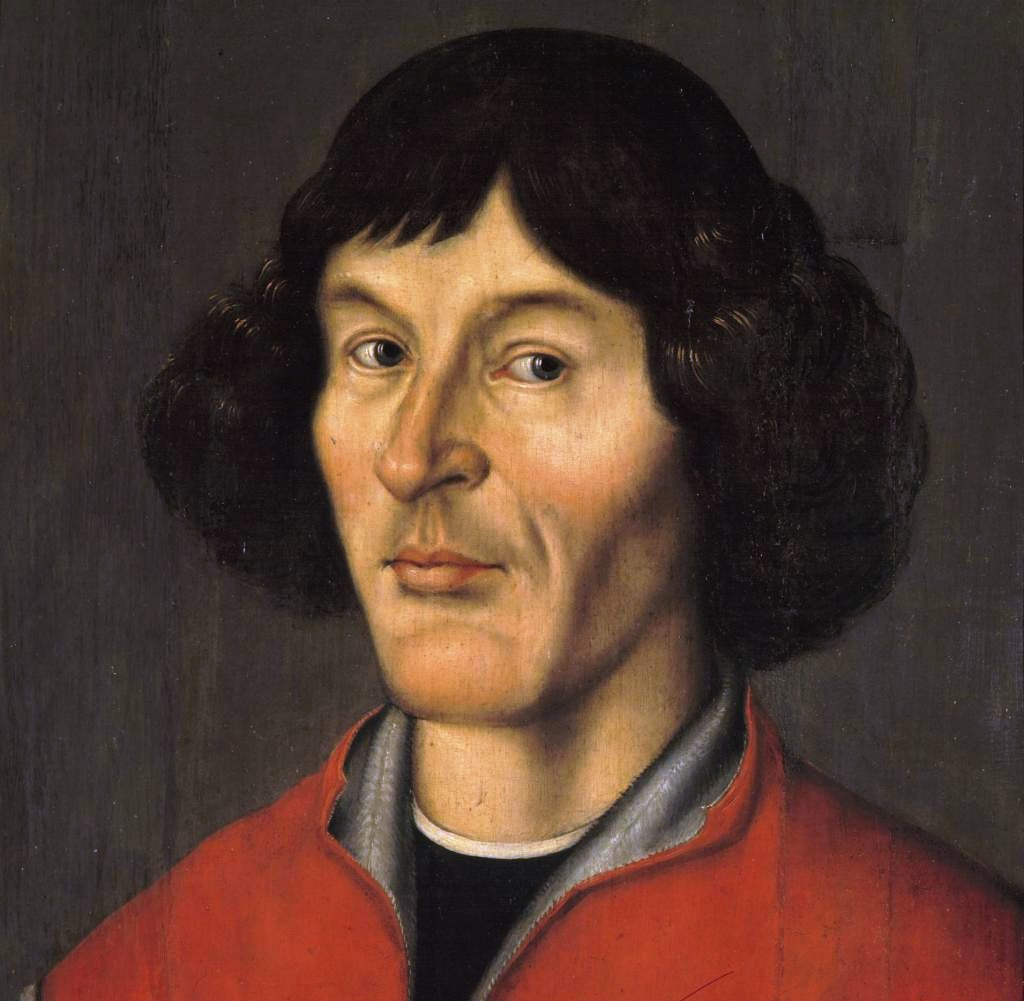
Mikuláš Koperník († 1543)

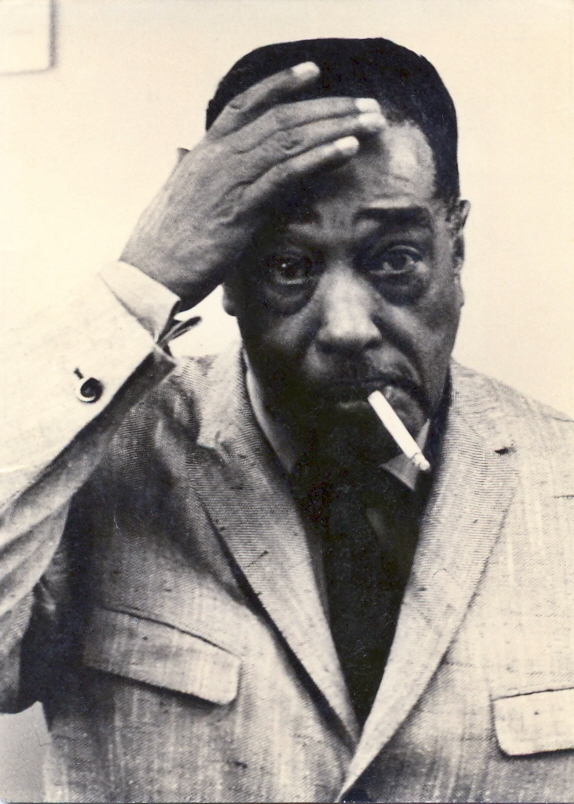
Duke Ellington († 1974)

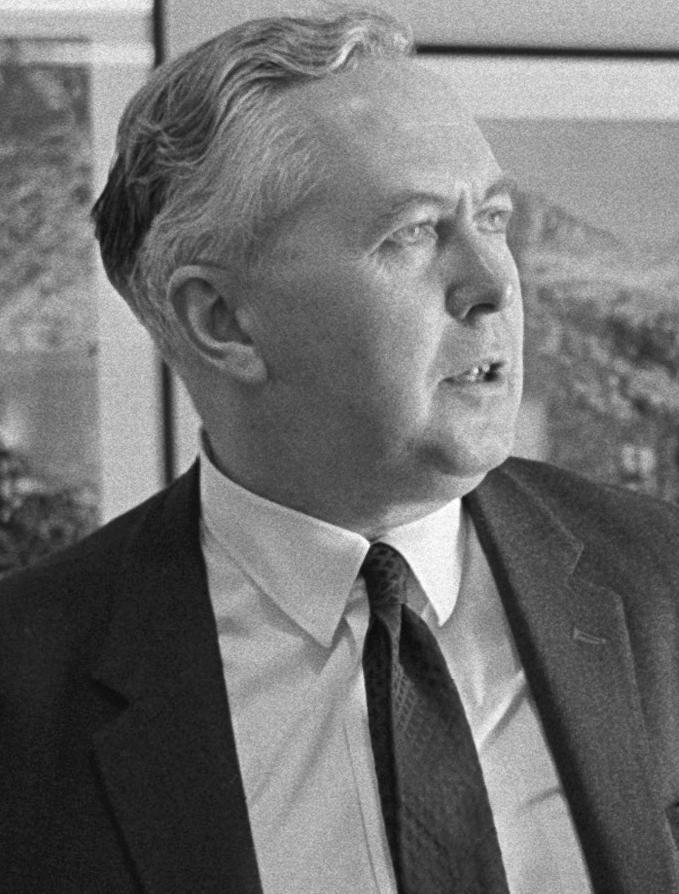
Harold Wilson († 1995)

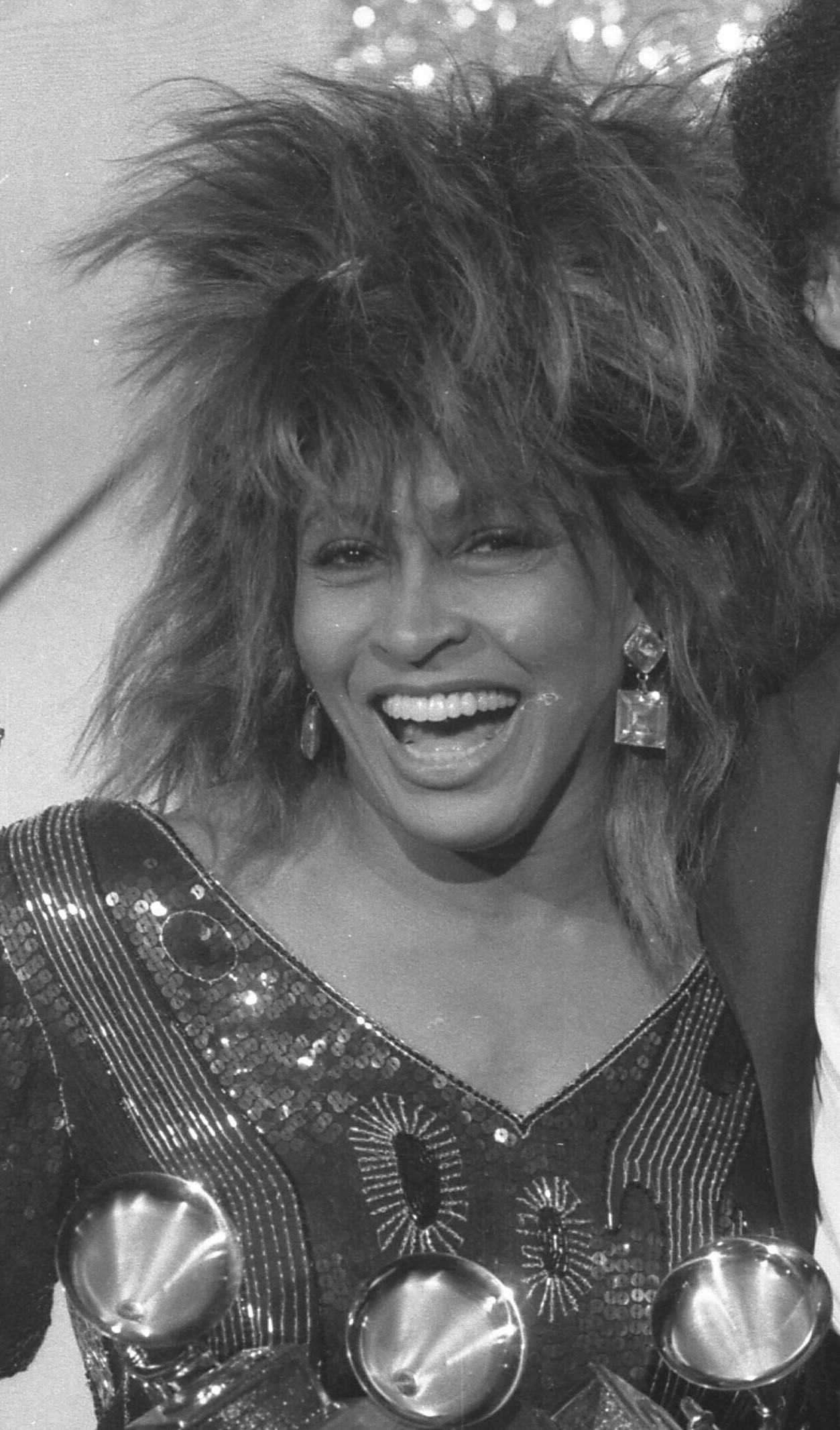
Tina Turner († 2023)

- 0597 – Simeon Stylita mladší, teolog a anachoreta, katolický a pravoslavný světec (* 521)
- 1201 – Theobald III. ze Champagne, francouzský šlechtic (* 1179)
- 1543 – Mikuláš Koperník, polský astronom (* 19. února 1473)
- 1612 – Robert Cecil, 1. hrabě ze Salisbury, anglický státník a šlechtic (* 1. června 1563)
- 1681 – Nicodemus Tessin starší, švédský architekt (* 7. prosince 1615)
- 1694 – Anthony Cary, 5. vikomt Falkland, britský šlechtic a politik (* 16. února 1656)
- 1734 – Georg Stahl, německý lékař a chemik (* 22. října 1659)
- 1817 – Juan Meléndez Valdés, španělský básník (* 11. března 1754)
- 1843 – Sylvestre François Lacroix, francouzský matematik (* 28. dubna 1765)
- 1848 – Annette von Droste-Hülshoffová, německá spisovatelka a básnířka (* 1797)
- 1851 – Stanko Vraz, chorvatský a slovinský spisovatel (* 30. června 1810)
- 1871
  - Georges Darboy, arcibiskup pařížský (* 16. ledna 1813)
  - Raoul Rigault, francouzský revolucionář, novinář a politik (* 16. ledna 1846)
- 1872 – Julius Schnorr von Carolsfeld, německý malíř (* 26. března 1794)
- 1877 – Ramón Cabrera, karlistický velitel (* 26. prosince 1806)
- 1896 – Luigi Federico Menabrea, italský inženýr, matematik, generál, politik a diplomat (* 4. září 1809)
- 1898 – Leopold Habsbursko-Lotrinský, rakouský arcivévoda, vnuk Leopolda II. (* 6. června 1823)
- 1933 – Roderich Bass, klavírista a hudební skladatel (* 16. listopadu 1873)
- 1939 – Aleksander Brückner, polský jazykovědec (* 29. ledna 1856)
- 1941 – Lancelot Holland, britský admirál (* 13. září 1887)
- 1942 – Ivan Horbaczewski, ukrajinský lékař a chemik (* 15. května 1854)
- 1944 – Inigo Campioni, italský admirál (* 14. listopadu 1878)
- 1949 – Alexej Ščusev, ruský architekt (* 8. října 1873)
- 1950 – Archibald Wavell, britský polní maršál (* 5. května 1883)
- 1956 – Frederick Joubert Duquesne, německý špion (* 21. září 1877)
- 1957 – Thit Jensenová, dánská spisovatelka (* 19. ledna 1876)
- 1959 – John Foster Dulles, americký diplomat a politik (* 25. února 1888)
- 1963 – Elmore James, americký bluesový zpěvák (* 27. ledna 1918)
- 1965
  - Hans Jüttner, německý generál (* 2. března 1894)
  - Ražden Arsenidze, gruzínský právník a politik, člen frakce menševiků (* 1. října 1880)
- 1968 – Henryk Grzondziel, polský biskup opolské diecéze (* 26. července 1897)
- 1973 – Karl Löwith, německý fenomenologický filosof (* 9. ledna 1897)
- 1974
  - Duke Ellington, americký jazzový skladatel, klavírista a dirigent (* 29. dubna 1899)
  - Clyde Cowan, americký fyzik (* 6. prosince 1919)
- 1976 – Hugo Wieslander, švédský olympijský vítěz v desetiboji (* 11. června 1889)
- 1977 – Elisabeth Käsemann, nejznámější německá oběť argentinské vojenské diktatury (* 11. května 1947)
- 1981 – Herb Lubalin, americký grafický designer (* 17. března 1918)
- 1991 – Gene Clark, americký hudebník (* 17. listopadu 1944)
- 1994 – John Wain, anglický spisovatel (* 14. března 1925)
- 1995
  - Harold Wilson, premiér Spojeného království (* 11. března 1916)
  - Norbert Josef Pitrof, železniční modelář (* 16. ledna 1907)
- 1997 – Edward Mulhare, americký herec (* 8. dubna 1923)
- 2008
  - Jimmy McGriff, americký varhaník (* 3. dubna 1936)
  - Rob Knox, zavražděný britský herec (* 21. srpna 1989)
- 2009 – Jay Bennett, americký hudebník (* 15. listopadu 1963)
- 2010 – Paul Gray, hudebník, člen skupiny Slipknot (* 1972)
- 2012 – Mark McConnell, americký rockový bubeník (* 27. srpna 1961)
- 2013 – Ed Shaughnessy, americký jazzový bubeník (* 29. ledna 1929)
- 2015 – Marcus Belgrave, americký jazzový trumpetista (* 12. června 1936)
- 2018 – John "TotalBiscuit" Bain, britský videoherní kritik (* 8. července 1984)
- 2019 – Murray Gell-Mann, americký fyzik, Nobelova cena 1969 (* 15. září 1929)
- 2020 – Jimmy Cobb, americký jazzový bubeník (* 20. ledna 1929)
- 2023 – Tina Turner, americko-švýcarská rocková zpěvačka (* 26. listopadu 1939)

## Svátky

### Česko
- Jana, Johana
- Vanesa
- Inka

### Svět
- Evropský den národních parků
- Mezinárodní den mléka
- Mezinárodní den nezvěstných dětí
- Mezinárodní den markhurů
- Bulharsko: Den školství a kultury
- Spojené království: Victoria Day
- Ekvádor: Bitva u Pichincha
- Francie: La Fete des Saintes Maries
- USA: Memorial Day
- Slovensko: Ela
- Eritrea: Den nezávislosti

Liturgický kalendář
- Svatý Vincenc Lerinský
- Šimon Stylita Mladší
- Metodisté: Aldersgate Day/Wesley Day

| 24. květen v pražském KlementinuÚdaje jsou platné k 29. 4. 2025. | 24. květen v pražském KlementinuÚdaje jsou platné k 29. 4. 2025. | 24. květen v pražském KlementinuÚdaje jsou platné k 29. 4. 2025. |
| minimum                                                          | denní průměr                                                     | maximum                                                          |
| ---------------------------------------------------------------- | ---------------------------------------------------------------- | ---------------------------------------------------------------- |
| 3,4 °C (1867)                                                    | 15,3 °C (od 1961)                                                | 31,2 °C (1953)                                                   |